# 采桑之战
采桑之战，公元前653年（周惠王二十四年、鲁僖公七年、晋献公二十四年），晋国大夫里克率军在采桑（又作啮桑，今山西省吉县西）击败白狄的作战。
前656年，因骊姬诬陷，晋公子重耳险遭杀身之祸。于是他从封地蒲邑逃往地处今陕西、山西之间的白狄外祖母家。前653年，里克奉晋献公之命领兵西击白狄，梁由靡为御者，虢射为车右，以求俘获重耳。晋军在采桑击败白狄军。梁由靡说：“狄人不以逃走为耻，若追击必然大胜。”里克说：“吓唬一下即可，不要因追击招来更多的狄人。”虢射说：“只要一年，狄人必来，不去追击，就是示弱。”前652年夏，白狄侵入晋国，以雪采桑战败之耻。